# Louis Picques
Louis Picques (* 1637 in Paris; † 9. Mai 1699 ebenda) war ein französischer katholischer Priester, promovierter Theologe, Orientalist und Bibliothekar.
Picques, 1688–1695 Leiter der Bibliothek des Collège des Quatre Nations zu Paris, war unter Zeitgenossen berühmt wegen seiner breiten Kenntnis orientalischer Sprachen: „pour estre son amy, il falloit sçavoir le copte, l'égyptien ou le samaritain, ou du moins parler l'arabe“ (Gilles Ménage, 1613–1692). In gelehrten Kreisen des In- und Auslandes wurde er geschätzt als Gesprächspartner und Korrespondent.
Picques wissenschaftliche Leistung bestand vor allem im Sammeln, Lesen, Annotieren, Diskutieren und Korrespondieren. Ein Mann des Bücherschreibens war er hingegen nicht. Zum Druck brachte er kaum etwas. Seinen Plan einer mehrsprachigen Sammlung christlicher Liturgien konnte erst Eusèbe Renaudot verwirklichen, umständebedingt unvollkommen, weil, vom Griechischen abgesehen, aus Mangel an Drucktypen ohne die christlich-orientalischen Originaltexte.     
Picques hinterließ seine stattliche Privatbibliothek, darunter wertvolle orientalische Handschriften, dem Jakobinerkloster in der rue Saint-Honoré. Die Drucke, z. T. reichlich mit gelehrten Anmerkungen versehen, gehören heute zu den Beständen der Bibliothèque Mazarine. Die Manuskripte bewahrt die Bibliothèque nationale de France.